# Long Ambients 2
Long Ambients 2 (en español: Ambiente prolongado 2), es un álbum de Moby. Publicado el 15 de marzo de 2019.
Es la secuela de su anterior álbum ambiental Long Ambients 1. Calm. Dormir de 2016.
Fue lanzado exclusivamente para ser escuchado por medio de una aplicación telefónica. Creado para ayudar a dormir, está compuesto de 6 piezas musicales.

## Lista de canciones
Todas las canciones fueron escritas por Moby por excepto las indicadas:
| N.º     | Título | Duración |  |
| 1.      | «LA12» | 47:02    |  |
| 2.      | «LA13» | 26:54    |  |
| 3.      | «LA14» | 39:18    |  |
| 4.      | «LA15» | 32:08    |  |
| 5.      | «LA16» | 29:48    |  |
| 6.      | «LA17» | 42:36    |  |
| 3:37:46 |        |          |  |